# Markolf.pl
Markolf.pl è un sito web polacco, specializzato in riviste polacche di videogiochi. Il servizio è operativo dal 2001.

## La storia
Markolf è stato creato nel 2001, essendo il primo sito web polacco ad affrontare il tema delle versioni complete dei giochi aggiunti alle riviste di videogiochi. I giorni di gloria del sito caddero nei primi anni di attività, quando era uno dei più popolari siti di videogiochi polacchi. Grazie alla sua reputazione, il portale ha collaborato in modo informale con giornalisti o rappresentanti di riviste di videogiochi (come CD-Action, Play o Click!), che hanno dato il loro contributo sul forum di discussione del sito o hanno organizzato fughe di notizie su di esso. Nel 2008, Markolf ha iniziato a collaborare con il portale Gaminator.pl di Filmweb. Dal 2011 il sito web collabora con Gram.pl nell'ambito del Programma Collettivo.
L'importanza del servizio stava sistematicamente diminuendo con il declino della popolarità della stampa dei videogiochi. I tentativi tentati di espandere le operazioni del sito web (ad esempio aggregando le promozioni della distribuzione digitale) non hanno avuto molto successo.